# Ořech Leopolda Víchy
Ořech Leopolda Víchy je památný strom druhu ořešák černý (Juglans nigra L.), který roste při ulici Štramberská v Kopřivnici před budovou bývalé základní školy (ZŠ Náměstí). Strom dostal jméno podle nadučitele Leopolda Víchy.. Ořešák byl v roce 1997 pro vysokou estetickou hodnotu vyhlášen památným stromem. V době vyhlášení měl výšku 20 m, obvod 233 cm a nacházel se na pozemku p. č. 1948 v k. ú. Kopřivnice.

## Popis dřeviny
V Odborné databázi památných stromů se nachází slovní popis Ořechu Leopolda Víchy. Jedná se o dospělce kvetoucího a plodícího ořešáku černého rostoucího v nadmořské výšce 330 m, který má průběžný kmen dělící se v polovině stromu, zaoblenou pravidelnou a lehkou korunu, která shora prosychá. Strom je napaden jmelím.
| položka/datum    | 1.1.1997 | 1.1.1998 | 18.8.2009                            |
| ---------------- | -------- | -------- | ------------------------------------ |
| obvod kmene      | 233 cm   | 235 cm   | 250 cm                               |
| výška            | 20 m     |          |                                      |
| výška koruny     | 18 m     |          |                                      |
| šířka koruny     | 15 m     |          | 19 m                                 |
| zdravotní stav   | výborný  |          | velmi dobrý                          |
| provedené zásahy |          |          | ořez suchých větví, odstranění jmelí |

## Ochranné pásmo
Vyhláškou formou rozhodnutí ze dne 27. dubna 1997 bylo Ořechu Leopolda Víchy stanoveno ochranné pásmo 7,5 m. V ochranném pásmu je zakázáno použití chemického posypu chodníků a místních komunikací na ulici Štramberská před bývalou ZŠ Náměstí. Rozhodnutí o vyhlášení ořešáku památným stromem bylo odůvodněno tím, že se jedná o jedince, který tvoří dominantu před ZŠ Náměstí. Bylo také zhodnoceno, že se jedná o zdravý strom, který je esteticky hodnotný. V Odborné databázi památných stromů je důvod ochrany doplněn ještě o skutečnost, že se jedná o dendrologicky cenný taxon a také o informaci, že zdrojem ohrožení vitality ořešáku je blízkost komunikace. V rozhodnutí je v odůvodnění také chybně uvedeno, že Leopold Vícha byl kopřivnický rodák. Ve skutečnosti se narodil v Žimrovicích u Opavy.

## Zajímavosti
Nedaleko stromu, na Masarykově náměstí se nachází 17. zastavení Lašské naučné stezky Kopřivnicí, kde se na informačním panelu nachází silueta památného stromu. 

## Památné stromy v okolí
- Žižkova lípa na Šostýně
- Buk Černých myslivců (u Raškova kamene)
- Buk Ondrášův (u Raškova kamene)
- Raškův buk (u Raškova kamene)
- Husova lípa (Kopřivnice)
- Fojtova lípa (Kopřivnice)
- Platan Emila Hanzelky (Kopřivnice)